# Rue Jean-Jaurès (Nantes)
Pour les articles homonymes, voir Rue Jean-Jaurès.
La rue Jean-Jaurès est une voie de Nantes, en France.

## Situation et accès
Cette voie qui marque la limite entre les quartiers Centre-ville et Hauts-Pavés - Saint-Félix est bitumée, et ouverte à la circulation automobile. 
Rectiligne et longue de 330 mètres, elle relie la place Saint-Similien à la rue Alphonse-Gautté. Elle rencontre les rues Sarrazin, du Trépied, Edmond-Prieur, Président-Édouard-Herriot et du Marchix.

## Origine du nom
en mémoire de Jean Jaurès (1859-1914), assassiné à la veille de Première Guerre mondiale par Raoul Villain, opposé aux convictions pacifistes de sa victime. À la demande des riverains de cette artère, une deuxième plaque de rue a été apposée par la mairie faisant référence à son ancienne dénomination de « rue des Arts ».

## Historique
Les projets concernant cette voie remontent au 23 prairial an XIII (12 juin 1805) et au 6 frimaire an XIV (27 novembre 1805). Les religieuses appartenant à la communauté du Quint Ordre de Saint-François, dites « cordelières de Sainte-Elisabeth » avait pris en 1632 la succession des Capucins qui s'étaient établis à cet endroit depuis 1593 grâce à la protection de Philippe-Emmanuel de Lorraine, duc de Mercœur et gouverneur de Bretagne. En 1803, les bâtiments conventuels furent divisés par lots et vendus, tandis que la chapelle du couvent fut rasée en 1828. En 1830, en 1832, enfin en 1837, on acquiert de nouvelles parcelles, en vue de l'achèvement des travaux de percement, en même temps qu'on attribue le nom de « rue des Arts » à la voie.
Son nom actuel lui a attribué par le conseil municipal, le 14 novembre 1918.

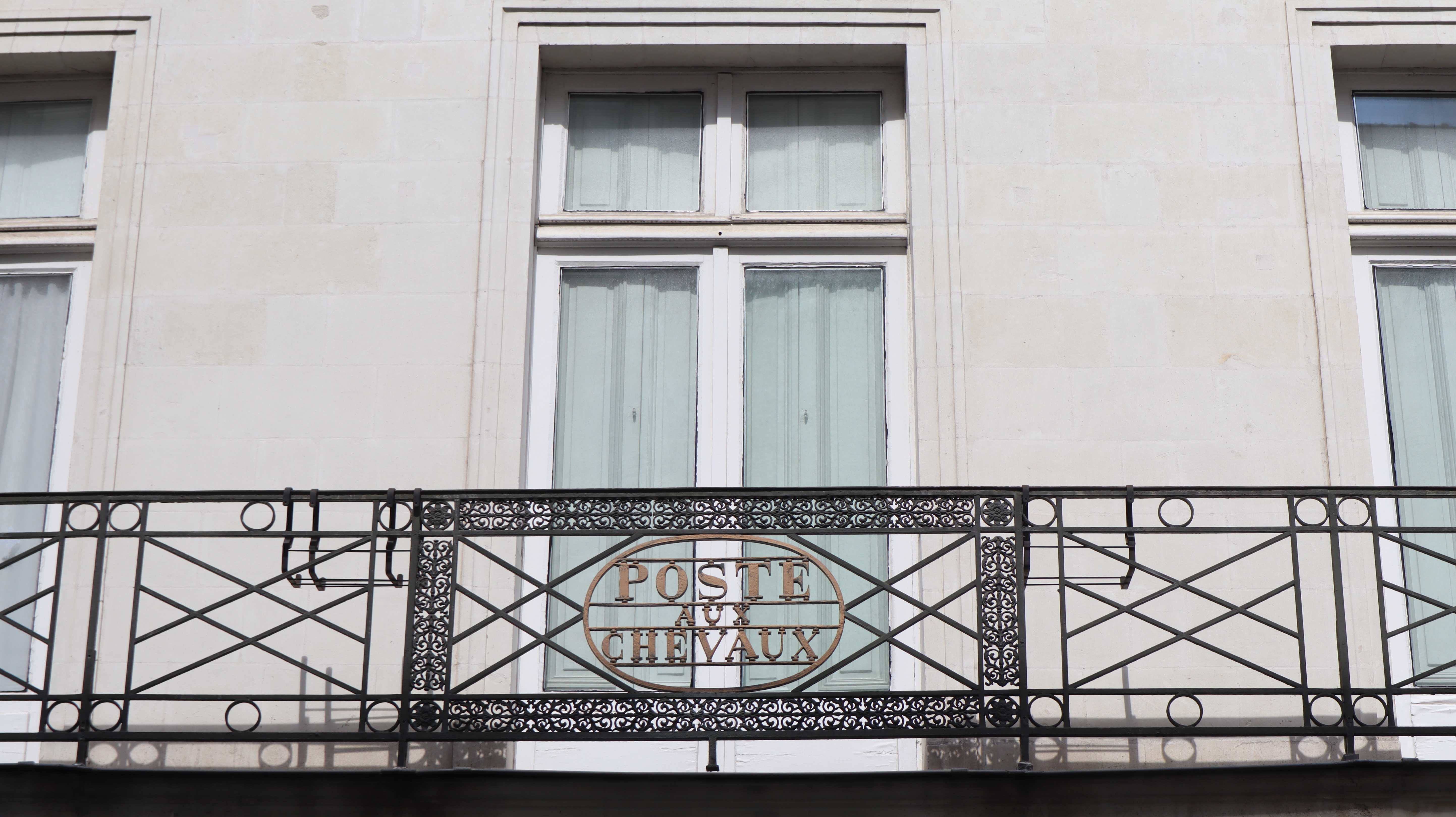
L'ancienne Poste aux chevaux.

## Bâtiments remarquables et lieux de mémoire
Au no 20, se trouvait naguère une « Poste aux chevaux ».
Plusieurs personnalités ont vécu dans la rue et sont mortes à leur domicile :
- au no 29, l'explorateur et conservateur du muséum d'histoire naturelle de Nantes, Frédéric Cailliaud (1787-1869) ;
- au no 30, le critique musical Étienne Destranges (1863-1915) ;
- au no 33, l'architecte Saint-Félix Seheult (1793-1858).